# Otto M. Urban
Otto M. Urban (* 9. února 1967 Praha) je český historik umění, výtvarný kritik, kurátor, redaktor, vysokoškolský pedagog, hlavní kurátor Centra současného umění DOX.

## Život
Otto M. Urban je synem historika Otty Urbana (1938–1996). V letech 1985–1989 vystudoval dějiny umění a estetiku na katedře dějin umění Filozofické fakulty Univerzity Karlovy v Praze (prof. Petr Wittlich) a obhájil zde diplomovou práci Moderní revue a česká výtvarná kritika 1894–1905. V letech 1989–1990 byl interním aspirantem Ústavu dějin umění AV ČR v Praze. Poté na katedře dějin umění FF UK pracoval jako asistent a absolvoval doktorské studium, zakončené roku 2000 obhajobou disertační práce Podoby a kontexty české dekadence (Ph.D.) V letech 1994–1999 působil v redakci časopisu Umění/ Art (ÚDU AV ČR).
Od roku 1993 do roku 1999 externě přednášel dějiny českého moderního umění v kurzech Council on International Educational Exchange (CIEE), organizovaných The School of the Art Institute in Chicago (2003–2008) a FF UK Praha. V letech 1995–2001 působil jako pedagog East and Central European Studies (ECES) na FF UK Praha. Od roku 1998 je rovněž pedagogem New York University Prague, v letech 2000–2004 pedagog American University in Prague. V letech 1999, 2001, 2003 a 2005 přednášel dějiny moderního českého umění na University of Texas v Austinu a v roce 2007 na School of the Art Institute in Chicago.
V letech 2012–2016 byl vedoucím Katedry teorie a dějin umění na Akademii výtvarných umění v Praze. Od roku 2017 byl kurátorem a od roku 2018 ředitelem Sbírky umění 19. století a klasické moderny v Národní galerii Praha. Po odvolání Jiřího Fajta z místa generálního ředitele Národní galerie oznámil Otto M. Urban 15. května 2019, na protest proti nekompetentnímu řízení rezortu kultury ministrem Staňkem, svou rezignaci. 1. března 2020 nastoupil jako hlavní kurátor Centra současného umění DOX.

## Dílo
Otto M. Urban se od počátku 90. let zabývá českým a světovým uměním z přelomu 19. a 20. století, zejména symbolismem a malířskou dekadencí. Byl autorem nebo spoluautorem řady výstav a publikuje odborné studie o dekadenci a symbolismu ve vědeckých časopisech doma i v zahraničí (Umění, Dossier de l´Art, Umělec, Iluminace, Revue des études slaves, Posel z Budče, Slovo a smysl). Je autorem hesel v Nové encyklopedii českého výtvarného umění (1995) a Dějinách českého výtvarného umění VI/2. (2007).
Jeho kniha V barvách chorobných. Idea dekadence a umění v českých zemích 1880–1914 byla nominována na cenu Magnesia Litera 2007 v kategorii naučné literatury. Za tuto knihu a za monografii Edvard Munch: Být sám (obrazy, deníky, ohlasy) byl autor navržen na cenu F. X. Šaldy pro rok 2007 a 2008. Výstava V barvách chorobných. Idea dekadence a umění v českých zemích 1880–1914 byla následně oficiální součástí prezentace české kultury v době českého předsednictví Evropské unii.
Věnuje se také současným autorům jako Jiří Petrbok, Josef Bolf, Martin Gerboc, Jakub Španiel, Jan Hísek, Mark Ther, Jakub Janovský, Jan Vytiska, Marek Škubal nebo Hynek Martinec. Připravil i samostatné výstavy Joela Petera Witkina (Brno 2010), Gilberta a George (Praha 2010), Davida LaChapella (Praha 2012), Jakea a Dinose Chapmanových (Praha 2013). Spolupracoval na výstavě Mata Collishawa (Praha 2018).